# Kosec
Kosec (znanstveno ime Crex crex) je ptica selivka iz družine tukalic (Rallidae). Čeprav je velik kot grlica, ga težko opazimo, ker je skrit med travo in grmičevjem. Svoje ime je dobil po svojem oglašanju »krek-krek«, ki je se sliši podobno klepanju kose. Prezimuje v tropski Afriki. Velikost populacije v svetu je ocenjena na 1,7–3 milijone osebkov.

## Telesne značilnosti
Kosec je velik od 27 do 30 cm, razpon peruti pa meri 42 – 53 cm. Hodi, vzleta in pristaja na tleh. Ima kostanjevo rjave peruti. Hrbtna peresa so na sredini črna, obrobljena svetlo rjavo. Poleti ima samec svetleje siv obraz in zgornji del prsi, pozimi pa je manj siv. Rep je kratek in koničast, drap in črne barve. Spodaj je drap, kostanjevo rjavo progast, vključno s podrepnimi krovci.

## Življenjski prostor
Kosec je pretežno travniška vrsta ptice, ki se od drugih evropskih vrst tukalic najbolj očitno razlikuje po svojem bivališču, saj edini ne naseljuje vodnih oziroma močvirskih habitatov. Njegov življenjski prostor so travniki - negnojeni, pozno košeni, suhi ali močvirni. Razširjen je v Evropi in Sibiriji. V Sloveniji ga najdemo v Jovsih, poplavni ravnici na vzhodu Slovenije. Prezimuje v srednji in južni Afriki. Iz prezimovališč se vračajo konec aprila ali v začetku maja.

## Prehranjevanje
Kosci so vsejedi, ki pobirajo hrano s tal ali travniške vegetacije. Prehranjuje se s polži, deževniki, žuželkami, semeni trav in šašev.

## Gnezdenje
Gnezdo je na tleh v plitvi kotanji. Jajc je od 8 do 12, ki so zelenkaste ali rjavo umazane barve. Samica vali 15-18 dni. Mladiči so puhasti in poletijo v 5 tednih.

## Ogroženost
Kosec je bil nekoč široko razširjen, sedaj pa opazno redek. Število koscev je v upadanju, saj njegova gnezda ogrožajo zgodnja košnja, uporaba težke kmetijske mehanizacije, opuščanje košnje in zaraščanje.
Mladiči kosca se ves čas zadržujejo v zavetju visoke trave in kritja nikoli ne zapustijo. Že pokošenega travnika nikoli ne prečkajo. Kosci, ki beže pred kosilnico, do konca vztrajajo v zavetju visoke trave in se zato na koncu znajdejo v pasti - v zadnji še nepokošeni zaplati rastja sredi pokošenega travnika.